# De Pelgrim (televisieprogramma)
De Pelgrim was een televisieprogramma van de Nederlandse omroepen EO en IKON. In dit programma werd één bekende persoon als 'pelgrim' met een bijzondere bestemming gevolgd naar oude pelgrimsoorden.
- 3 januari: Parijs met Noortje Blokhuis;
- 10 januari: No place like home met Dida Mulder;
- 17 januari: Zwerven met Franciscus met Maarten Olthof;
- 11 september: Zweeds-Lapland met Joris Vercammen
- 18 september: Haifa met Maike Verhagen